# Strofa królewska
Strofa królewska (ang. rhyme royal), strofa chaucerowska, strofa Chaucera – zwrotka siedmiowersowa rymowana ababbcc, pisana prawie zawsze pięciostopowym jambem, wprowadzona do poezji angielskiej w czternastym wieku przez Geoffreya Chaucera. Jej nazwa tradycyjnie jest wyprowadzana od tytułu poematu szkockiego króla Jakuba I, panującego na początku piętnastego wieku, Księga królewska.
Angielska nazwa strofy królewskiej rhyme royal bywa też używana w napisanych po polsku pracach poświęconych historii poezji angielskiej
Strofa królewska została przez Chaucera najprawdopodobniej zaadaptowana z wersyfikacji francuskiej, a może włoskiej, ale stała się szybko jedną z najważniejszych form poezji angielskiej i zaczęła być stosowana w długich utworach narracyjnych. Sam Chaucer użył jej w niektórych z Opowieści kanterberyjskich i w poemacie Troilus i Criseyda. To ostatnie dzieło przełożył w całości Maciej Słomczyński. Chaucer zastosował strofę królewską również w balladach pisanych na modłę francuską, między innymi w utworze Skarga do sakiewki własnej. Niezwykła popularność Chaucera sprawiła, że jego zwrotka była naśladowana przez wielu poetów angielskich i szkockich piętnastego wieku, w tym przez Roberta Henryssona w Testamencie Kresydy i Johna Gowera. Benedyktyński mnich John Lydgate napisał strofą królewską ogromny, liczący 36 365 wersów poemat The Fall of the Princes.
W wieku szesnastym strofa królewska była stosowana przez Thomasa Wyatta (They flee from me that sometime did me seek) i Edmunda Spensera (An Hymn Of Heavenly Beauty). Znalazła też zastosowanie w obszernym dziele zbiorowego autorstwa The mirror for magistrates (Zwierciadło dla zarządzających), zawierającym sylwetki wybitnych osobistości historycznych. William Szekspir wykorzystał ją w poematach Lukrecja i Skarga zakochanej.
W wieku siedemnastym popularność strofy królewskiej spadła. Okazjonalnie używał jej John Milton. W osiemnastym stuleciu niemal zupełnie wyszła z użycia. Dopiero William Wordsworth przypomniał ją czytelnikom swoim poematem Resolution and independence. W wieku dziewiętnastym po strofę królewską sięgnął William Morris, pisząc wzorowany na Opowieściach kanterberyjskich ogromny poemat The earthly paradise (Raj ziemski). Napisał nią również wiersz Error and Loss. Ostatnim twórcą, który kilkakrotnie posłużył się strofą królewską w dłuższych utworach narracyjnych, już w dwudziestym wieku, był John Masefield, autor między innymi poematu Dauber.
W Stanach Zjednoczonych strofę królewską wykorzystywała Emma Lazarus, pisząc nią niektóre utwory z cyklu Epoki.
The eye is filled with beauty, and the heart

Rejoiced with sense of life and peace renewed;

And yet at such an hour as this, upstart

Vague myriad longing, restless, unsubdued,

And causeless tears from melancholy mood,

Strange discontent with earth's and nature's best,

Desires and yearnings that may find no rest.

(Emma Lazarus, Epochs. Longing)
Strofa ababbcc poza obszarem anglojęzycznym nie była nazbyt popularna, ale spotyka się ją we Francji, między innymi w liryce Christine de Pisan, we Włoszech, na przykład u Guida Cavalcantiego i Bernarda Tassa, w Hiszpanii, u świętego Jana od Krzyża i w Portugalii, u Gila Vicente. W Danii zwrotkę ababbcc zastosował Adam Gottlob Oehlenschläger w jednej części eposu Nordens guden (Bogowie północy).
Som Vinden blæser hen den lette Sky,

Saa svinder hver Bedrift i Evigheden.

Een Bølge sank, een reiser sig paa ny,

Og Kampen leger leflende med Freden ;

Snart blinke Sværd, snart ruste de i Skeden.

Hvad er det alt? Et flygtigt Gioglemøde,

En Sommerfugl, som parred sig – og døde.
W Czechach zwrotki chaucerowskiej użył František Kvapil w wierszu V hlubinách mraků. W literaturze polskiej wykorzystał ją w oryginalnym utworze Adam Asnyk (Wśród przełomu).
Potrzeba formę rozkruszyć przeżytą,

Gdy się w niej brudne robactwo zasklepi,

I strumień życia w nowe pchnąć koryto,

Gdzie będzie płynął i silniej i lepiej...

Więc śmiało naprzód, wykonawcy ślepi

Bezwiednych potęg, co w ciemnościach drzemią!

Burzcie kształt dawny i równajcie z ziemią!..
Strofę ababbcc opartą na rymach przybliżonych zastosował w wierszu Stratford Stanisław Młodożeniec. Zwrotki Młodożeńca są ułożone dziewięciozgłoskowcem.
Angielski poeta Francis Kynaston w hołdzie dla Chaucera przełożył jego poemat Troilus i Criseyda na łacinę. Jego tłumaczenie jest najprawdopodobniej jedynym przykładem użycia omawianej strofy w języku łacińskim:
Tempestas tristis argumento maesto

Videtur apta, bene et convenire.

Sic erat quando scribere eram praesto

Tragoediam hanc, inclemens caelum mire

Cum grandines ab Ariete qui prodire

Solent, coeperunt Borea sic descendere,

Ut vix a frigore potui me defendere.
Zazwyczaj strofy królewskie są pisane pentametrem jambicznym lub jego odpowiednikiem, jedenastozgłoskowcem. Zdarza się jednak, że poeci stosują inne formaty. Thomas Wyatt napisał wiersz Revocation jambicznym dwustopowcem, a Percy Bysshe Shelley ułożył wiersz On an Icicle that Clung to the Grass of a Graveanapestycznym czterostopowcem:
Oh! take the pure gem to where southerly breezes,

Waft repose to some bosom as faithful as fair,

In which the warm current of love never freezes,

As it rises unmingled with selfishness there,

Which, untainted by pride, unpolluted by care,

Might dissolve the dim icedrop, might bid it arise,

Too pure for these regions, to gleam in the skies.